# El Manatí
El Manatí es un sitio arqueológico aproximadamente ubicado a 60 kilómetros al sur de Coatzacoalcos, en el municipio de Hidalgotitlán a 27 kilómetros al sureste de Minatitlán, en el estado de Veracruz
Fue un sitio sagrado de sacrificio olmeca en un pantano desde aproximadamente 1600 hasta 1200 a. C. 
Es probable que en este sitio se realizaran ceremonias rituales, las cuales culminaban con ofrendas masivas de esculturas de madera, acompañadas de diversos objetos entre los que se encontraban las pelotas de hule. Estos hallazgos confirman la importancia del juego de pelota entre los olmecas y que posteriormente se convirtió en una práctica ritual común de los pueblos mesoamericanos.
Muchos objetos únicos han sido recuperados del lodo, incluyendo las pelotas de hule más antiguas encontradas y los más antiguos artefactos de madera hallados en México. Las pelotas de hule posiblemente fueron usadas en el juego de pelota mesoamericano, mientras que los artefactos de madera son bustos creados en el estilo olmeca de "hombre alargado".

## Descubrimiento
El sitio fue descubierto por lugareños que esperaban construir un estanque de peces en el manantial. A principios de 1988, los investigadores habían datado cuatro periodos sucesivos en las excavaciones.

## Cultura olmeca

El Manatí dentro de la zona nuclear olmeca.

Se trata de una cultura que se desarrolló en Mesoamérica durante el Preclásico Medio. Aunque se han encontrado indicios de su presencia en amplias zonas de esta área cultural, se considera que el área nuclear olmeca abarca la parte sureste del estado de Veracruz y el oeste de Tabasco. Se desconoce a ciencia cierta la filiación étnica, aunque hay numerosas hipótesis que han intentado resolver la incógnita de la identidad de los olmecas. En ese sentido, es necesario hacer la aclaración de que el nombre olmeca les fue impuesto por los arqueólogos del siglo XX, siendo desconocido cómo se nombraban a sí mismos.
Durante mucho tiempo se consideró que la olmeca era la cultura madre de la civilización mesoamericana. Sin embargo, se desconoce el proceso que dio origen al estilo artístico identificado con esta cultura, ni hasta qué punto los rasgos culturales que se revelan en la evidencia arqueológica son creación de los olmecas del área nuclear. Se sabe, por ejemplo, que algunos de los rasgos propiamente olmecas pudieron haber aparecido primero en Chiapas o en los Valles Centrales de Oaxaca.

## El Sitio
El Manatí se ubica a los pies del cerro Manatí, a unos 15 km al sudeste del centro olmeca de San Lorenzo Tenochtitlán. Es notable entre los sitios olmecas por la ausencia de un centro ceremonial o arquitectura doméstica.
Los arqueólogos han identificado tres fases separadas de depósitos en El Manatí:
- Manatí Fase A (ca. 1700 - 1600 a. C.)
- Manatí Fase B  (ca. 1500 - 1200 a. C.)
- Fase Macayal (ca. 1100 - 1040 a. C.) Los bustos de madera fueron encontrados en esta fase.

El Manatí pudo haber sido elegido como lugar sagrado por una o más de sus características naturales:
- La presencia de manantiales naturales, una característica habitual de los sitios sagrados mesoamericanos.
- La presencia de pigmento rojo, como la hematita, la cual simbolizaba la sangre.
- Su localización a los pies de una colina, el Cerro Manatí.[5] Muchos de los sitios arqueológicos tempranos, incluyendo Chalcatzingo, Teopantecuanitlan, y Las Bocas, estaban situados al este u oeste de cerros prominentes.[4]

## Descubrimientos
Se han encontrado muchos vestigios, entre otros las mencionadas figuras de madera y pelotas de hule.

### Bustos de Madera
De manera particular son 37 bustos de madera o esculturas recuperadas de los pantanos en 1989 por arqueólogos del INAH, durante la tercera fase de excavación en El Manatí. 
Estos bustos están inusualmente bien preservados, debido a las condiciones anaerobias de su entierro y una temperatura estable del agua que impidió la descomposición del material.
Muestras de los bustos fueron fechados por Carbono-14, produciendo resultados de una fecha alrededor de 1200 a. C.
Fueron tallados de madera de árboles de ceiba y jobo, casi todos los bustos fueron enterrados ritualmente y envueltos en petates, hechos a partir de fibras vegetales, la evidencia más temprana de envoltorios funerarios en México.
El número de bustos enterrados, ha llevado a los investigadores del INAH, a especular que hubo un miedo generalizado, como inundaciones o prolongadas sequías, alentando a las antiguas comunidades a aumentar sus ofrendas para suplicar a las deidades de las montañas.
A pesar de la obvia forma estilizada de la cabeza, los investigadores sugieren que debido a sus expresiones individuales, los bustos representan personas reales.
Algunas de estas cabezas aparentemente fueron robadas, y se encuentran en Alemania en manos de traficantes de objetos arqueológicos.
Los bustos de madera usualmente estaban acompañados de otros objetos. Por ejemplo:

#### Escultura 1
Fue asociada con un bastón de madera y un hacha de jadeíta verde oscura. 

#### Escultura 2
Fue asociada con una hoja grande de obsidiana, bultos amarrados de hojas y plantas, una bola de hematita, un montón de piedras de arenisca "común a varias otras esculturas," así como fragmentos de huesos humanos de infante. Cerca, al este se encontró un esqueleto infantil completo.

#### Esculturas 5, 6, y 7
Fueron enterradas en grupo, cada una acostada de lado en forma de triángulo, mirando hacia adentro. Estas esculturas fueron asociadas con bultos de material vegetal y cubiertas con un petate. Un bastón incompleto de madera y el cráneo de un infante se asoció con este entierro. 

### Pelotas de Hule
En 1989 se encontraron en el cerro “El Manatí”, 12 pelotas de hule asociadas a ofrendas con hachas. En su momento fue sorpresivo el excelente estado de conservación de las pelotas, que hace sospechar que habían recibido un proceso similar a la vulcanización. Se encontró que las pelotas fueron hechas de dos tipos de látex.

### Hachas ceremoniales
la excavación produjo muchas hachas ceremoniales de jadeíta, cerámica, cuentas de roca ígnea verde arregladas en grupos (como que alguna vez fueron dos collares separados), fragmentos de figuritas "cara de niño", bastones de madera esculpidos, cuchillos rituales de obsidiana (sin evidencia de uso), huesos de bebés recién nacidos o nonatos, y fragmentos de huesos humanos y animales. La mayoría de estos objetos fueron encontrados muy cuidadosamente ordenados en lugar de simplemente tirados al lugar, indicando su intención como ofrenda o sacrificio sagrado.
Un hacha de jadeíta tiene grabado un niño llorando, al mismo tiempo que se está transformando en jaguar, y que han denominado El Bebé. Esta pieza de 50 centímetros y que data de 1200 a. C., fue hallada en 1996.

### Huesos de Infantes
Los huesos de infantes recién nacidos o nonatos consisten tanto en esqueletos completos así como fémures y cráneos desmembrados. Estos restos son particularmente intrigantes ya que apuntan a la posibilidad de sacrificios humanos infantiles, un ritual sin evidencia directa en el registro arqueológico olmeca. Cada resto de infante es asociado con, y subordinado a, un entierro con busto de madera. No se sabe cómo murieron los infantes.

### Cerámica con chocolate
INAH reportó el 30 de julio de 2008, que pruebas de los residuos encontrados en un recipiente de cerámica encontrada en El Manatí, Veracruz, parecen ser de aproximadamente 1750 a. C., (pero al menos entre 1900 a 900 a. C.) y contenía una bebida a base de cacao, probablemente ya consumido por la élite de los pobladores olmecas.
La vasija de cerámica de paredes cilíndricas ligeramente divergentes, con el fondo plano y engobe de color rojo en la parte inferior del cuerpo y manchas negras, conteniendo residuos de la bebida de cacao, fue encontrada durante excavaciones en el sitio sagrado del Cerro Manatí, ubicado dentro del ejido del Macayal, en el municipio de Hidalgotitlán, Veracruz. La vasija estaba asociada con otros objetos suntuosos entre los que destacan: hachas labradas en piedra verde, jadeíta, pelotas de hule, mazos de madera y varias estacas con la punta quemada, así como semillas de jobo, coyol, nanche, calabaza, huesos de tortuga y venado de cola blanca.
Se piensa que este tipo de vasijas fueron creadas para contener bebidas como la "chicha" (cerveza de maíz), chocolate o atole, preparaciones consumidas exclusivamente por los jerarcas o gente de alto prestigio social en las culturas precolombinas.
Las pruebas de verificación del contenido arrojaron la presencia de teobromina, componente marcador de la presencia de cacao, se hicieron pruebas de cromatografía y con rayos ultravioleta, para detectar iones de los componentes químicos del cacao. Esta evidencia precede a las anteriores evidencias más antiguas encontradas en áreas mayas de Belice y Puerto Escondido, Honduras.

## Tecnología Olmeca
Los olmecas produjeron y emplearon el hule; probablemente tenían procesos tecnológicos para vulcanización e impermeabilización con chapapote
Tras múltiples estudios con varios especialistas se logró establecer que para la creación de las pelotas, los olmecas mezclaron látex del árbol de hule, cuyo nombre científico es Castilla Elástica, con una especie de enredadera con flores llamada Ipomoea alba cultivada en las regiones tropicales de México, que contiene látex con sulfuros.
Las reacción química que produce la mezcla de los dos látex permite la vulcanización.
Los olmecas procesaban el hule o "ulli" de la siguiente manera: cortaban una incisión en el árbol para obtener la savia, que en su estado natural es un líquido lechoso y pegajoso, al secarse es muy frágil y no logra retener las formas.
Se recolectaba la planta Ipomoea alba, se trituraba, y en forma líquida se mezclaba en un recipiente, con látex; el látex se solidifica y forma una masa blanca, de donde se formaban las pelotas.
Probablemente hubo dos técnicas fabricar pelotas. La primera embarrando hule en una tabla, secando y cortándolo en tiras pequeñas. La segunda cociendo el hule, redondeándolo para hacer la pelota. Esta requería calentar la mezcla a altas temperaturas, es una especie de vulcanización.